# Campeonato Soviético de Xadrez de 1980
O Campeonato Soviético de Xadrez de 1980 foi a 48ª edição do Campeonato de xadrez da URSS, realizado em Vilnius, de 25 de dezembro de 1980 a 21 de janeiro de 1981. O título da competição foi dividido por Lev Psakhis e Alexander Beliavsky. Quatro semifinais ocorreram em Dnipro, Krasnodar, Krasnoyarsk e Tallin; e a Primeira Liga, também classificatória para a final, em Tasquente.

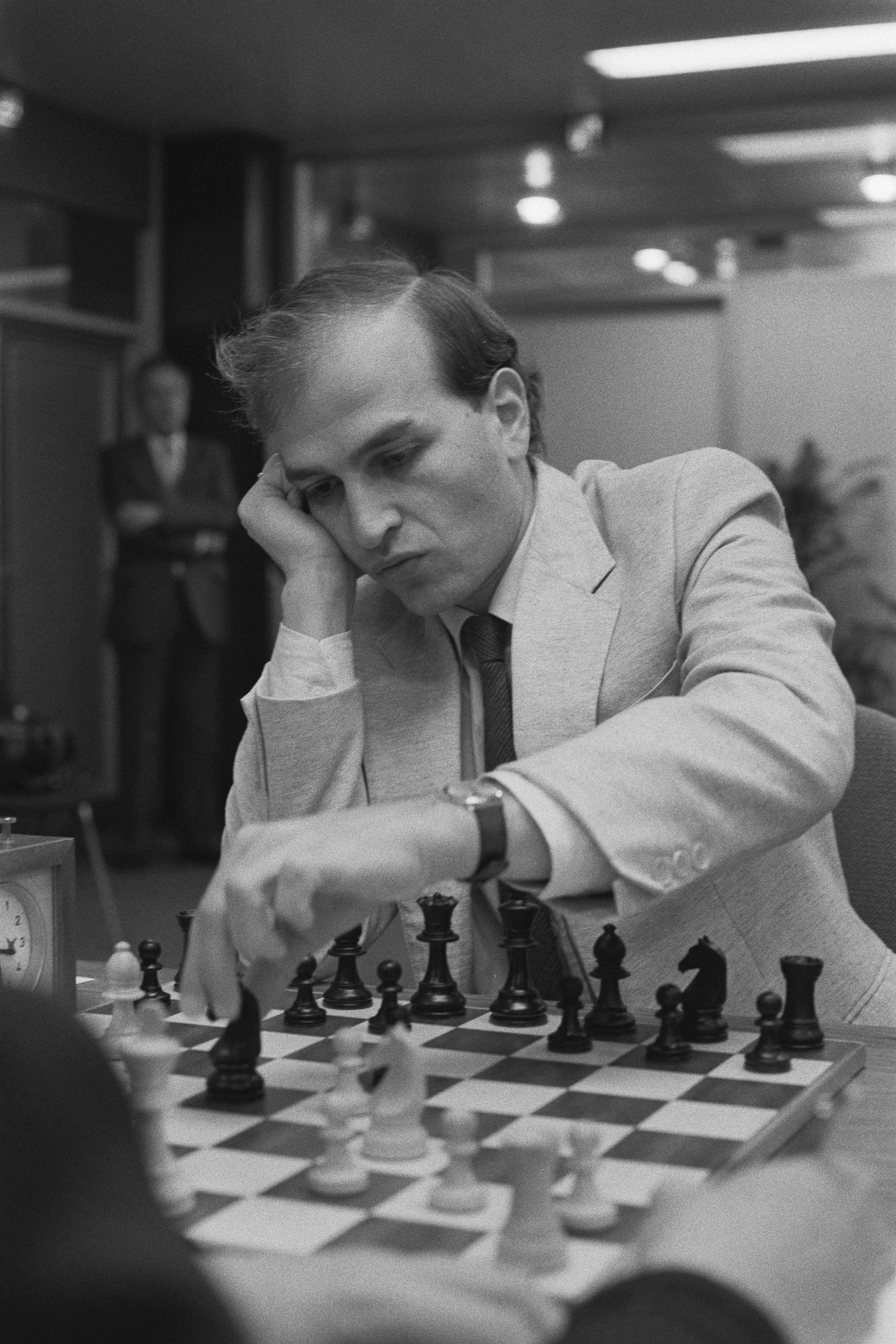
Alexander Beliavsky

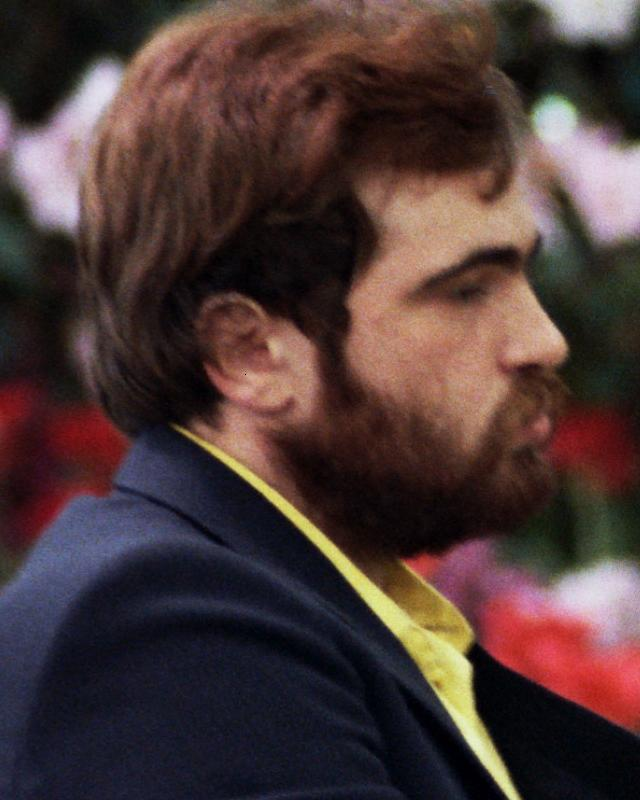
Lev Psakhis

## Classificatórios

### Semifinais
O torneio suíço classificatório foi substituído por quatro semifinais de 16 jogadores. Cada semifinal classificou o vencedor para a final. Ocorreram em Dnipro, Krasnodar, Krasnoyarsk e Tallin, e tiveram como campeões, respectivamente, Evgeni Vasiukov, Smbat Lputian, Lev Psakhis e Valery Chekhov.

### Primeira Liga
Os sete primeiros se classificaram para a final.
A campeã mundial Maia Chiburdanidze foi a primeira mulher a participar da Primeira Liga soviética.
| N° | Jogador             | Rating | 1 | 2 | 3 | 4 | 5 | 6 | 7 | 8 | 9 | 10 | 11 | 12 | 13 | 14 | 15 | 16 | 17 | 18 | Total |
| -- | ------------------- | ------ | - | - | - | - | - | - | - | - | - | -- | -- | -- | -- | -- | -- | -- | -- | -- | ----- |
| 1  | Alexander Beliavsky | 2590   | - | 1 | 0 | ½ | ½ | ½ | 1 | ½ | ½ | ½  | ½  | 1  | 1  | 1  | 1  | ½  | ½  | 1  | 11½   |
| 2  | Vitaly Tseshkovsky  | 2595   | 0 | - | 1 | ½ | ½ | 1 | ½ | 0 | ½ | 1  | 1  | ½  | ½  | ½  | ½  | 1  | ½  | 1  | 10½   |
| 3  | Sergey Dolmatov     | 2535   | 1 | 0 | - | 1 | 0 | ½ | ½ | ½ | 1 | ½  | 1  | ½  | 0  | ½  | 1  | ½  | 1  | 1  | 10½   |
| 4  | Yuri Razuvaev       | 2515   | ½ | ½ | 0 | - | ½ | ½ | ½ | ½ | 1 | ½  | 1  | ½  | ½  | ½  | ½  | ½  | 1  | 1  | 10    |
| 5  | Gennadi Kuzmin      | 2530   | ½ | ½ | 1 | ½ | - | ½ | ½ | 0 | ½ | ½  | 0  | 1  | ½  | ½  | ½  | 1  | 1  | 1  | 10    |
| 6  | Oleg Romanishin     | 2580   | ½ | 0 | ½ | ½ | ½ | - | ½ | ½ | 0 | ½  | 1  | 1  | ½  | 1  | 1  | ½  | 1  | ½  | 10    |
| 7  | Nukhim Rashkovsky   | 2520   | 0 | ½ | ½ | ½ | ½ | ½ | - | 0 | ½ | 1  | ½  | ½  | 0  | 1  | 1  | 1  | 1  | 1  | 10    |
| 8  | Evgeny Sveshnikov   | 2570   | ½ | 1 | ½ | ½ | 1 | ½ | 1 | - | ½ | 0  | 0  | ½  | ½  | ½  | ½  | 1  | ½  | ½  | 9½    |
| 9  | Vereslav Eingorn    | 2470   | ½ | ½ | 0 | 0 | ½ | 1 | ½ | ½ | - | ½  | 1  | ½  | ½  | 0  | 1  | 1  | ½  | 1  | 9½    |
| 10 | Josif Dorfman       | 2540   | ½ | 0 | ½ | ½ | ½ | ½ | 0 | 1 | ½ | -  | 0  | ½  | ½  | 1  | ½  | ½  | 1  | 1  | 9     |
| 11 | Konstantin Lerner   | 2495   | ½ | 0 | 0 | 0 | 1 | 0 | ½ | 1 | 0 | 1  | -  | 1  | ½  | 1  | 0  | ½  | 1  | ½  | 8½    |
| 12 | Georgy Agzamov      |        | 0 | ½ | ½ | ½ | 0 | 0 | ½ | ½ | ½ | ½  | 0  | -  | 1  | ½  | 1  | ½  | 1  | 1  | 8½    |
| 13 | Alexander Panchenko |        | 0 | ½ | 1 | ½ | ½ | ½ | 1 | ½ | ½ | ½  | ½  | 0  | -  | 1  | ½  | ½  | 0  | 0  | 8     |
| 14 | Maia Chiburdanidze  | 2400   | 0 | ½ | ½ | ½ | ½ | 0 | 0 | ½ | 1 | 0  | 0  | ½  | 0  | -  | ½  | 1  | 1  | ½  | 7     |
| 15 | Alexander Ivanov    |        | 0 | ½ | 0 | ½ | ½ | 0 | 0 | ½ | 0 | ½  | 1  | 0  | ½  | ½  | -  | ½  | ½  | ½  | 6     |
| 16 | Vladimir Tukmakov   | 2560   | ½ | 0 | ½ | ½ | 0 | ½ | 0 | 0 | 0 | ½  | ½  | ½  | ½  | 0  | ½  | -  | ½  | ½  | 5½    |
| 17 | Igor Platonov       |        | ½ | ½ | 0 | 0 | 0 | 0 | 0 | ½ | ½ | 0  | 0  | 0  | 1  | 0  | ½  | ½  | -  | 1  | 5     |
| 18 | Fikret Sideif-Sade  | 2320   | 0 | 0 | 0 | 0 | 0 | ½ | 0 | ½ | 0 | 0  | ½  | 0  | 1  | ½  | ½  | ½  | 0  | -  | 4     |

## Final
Realizada na cidade lituana de Vilnius de 25 de dezembro de 1980 a 21 de janeiro de 1981. O campeonato de 1980 só começou no fim de dezembro devido a realização dos Jogos Olímpicos de 1980 em Moscou, o que atrasou o calendário esportivo das competições nacionais.
| N° | Jogador             | Rating | 1 | 2 | 3 | 4 | 5 | 6 | 7 | 8 | 9 | 10 | 11 | 12 | 13 | 14 | 15 | 16 | 17 | 18 | Total |
| -- | ------------------- | ------ | - | - | - | - | - | - | - | - | - | -- | -- | -- | -- | -- | -- | -- | -- | -- | ----- |
| 1  | Lev Psakhis         | 2535   | - | 1 | 0 | ½ | 1 | ½ | 0 | 1 | ½ | 0  | 1  | 1  | ½  | ½  | 1  | 1  | 1  | 0  | 10½   |
| 2  | Alexander Beliavsky | 2590   | 0 | - | ½ | ½ | ½ | ½ | 0 | 1 | 1 | ½  | 1  | ½  | ½  | ½  | ½  | 1  | 1  | 1  | 10½   |
| 3  | Yuri Balashov       | 2600   | 1 | ½ | - | ½ | ½ | ½ | ½ | ½ | ½ | 1  | ½  | ½  | ½  | ½  | ½  | 1  | ½  | ½  | 10    |
| 4  | Oleg Romanishin     | 2580   | ½ | ½ | ½ | - | ½ | 0 | 1 | ½ | ½ | ½  | 0  | ½  | 1  | ½  | 1  | ½  | 1  | 1  | 10    |
| 5  | Artur Yusupov       | 2485   | 0 | ½ | ½ | ½ | - | ½ | 1 | 0 | ½ | 1  | 0  | ½  | ½  | 1  | 1  | ½  | 1  | 1  | 10    |
| 6  | Sergey Dolmatov     | 2535   | ½ | ½ | ½ | 1 | ½ | - | 1 | 1 | 0 | ½  | ½  | 1  | 0  | ½  | ½  | ½  | 0  | 1  | 9½    |
| 7  | Viktor Kupreichik   | 2535   | 1 | 1 | ½ | 0 | 0 | 0 | - | ½ | 1 | ½  | 0  | 1  | ½  | 0  | 1  | ½  | 1  | 1  | 9½    |
| 8  | Gennadi Kuzmin      | 2530   | 0 | 0 | ½ | ½ | 1 | 0 | ½ | - | ½ | 1  | ½  | 1  | 1  | ½  | 1  | ½  | ½  | ½  | 9½    |
| 9  | Vitaly Tseshkovsky  | 2595   | ½ | 0 | ½ | ½ | ½ | 1 | 0 | ½ | - | ½  | ½  | 1  | 0  | 1  | 1  | ½  | 1  | ½  | 9½    |
| 10 | Rafael Vaganian     | 2590   | 1 | ½ | 0 | ½ | 0 | ½ | ½ | 0 | ½ | -  | ½  | 0  | 1  | ½  | 1  | ½  | 1  | 1  | 9     |
| 11 | Nukhim Rashkovsky   | 2520   | 0 | 0 | ½ | 1 | 1 | ½ | 1 | ½ | ½ | ½  | -  | ½  | ½  | ½  | ½  | ½  | ½  | 0  | 8½    |
| 12 | Evgeni Vasiukov     | 2545   | 0 | ½ | ½ | ½ | ½ | 0 | 0 | 0 | 0 | 1  | ½  | -  | ½  | 1  | ½  | 1  | 1  | 1  | 8½    |
| 13 | Sergey Makarichev   | 2495   | ½ | ½ | ½ | 0 | ½ | 1 | ½ | 0 | 1 | 0  | ½  | ½  | -  | ½  | 0  | ½  | ½  | ½  | 7½    |
| 14 | Efim Geller         | 2565   | ½ | ½ | ½ | ½ | 0 | ½ | 1 | ½ | 0 | ½  | ½  | 0  | ½  | -  | ½  | 0  | ½  | 0  | 6½    |
| 15 | Tamaz Giorgadze     | 2540   | 0 | ½ | ½ | 0 | 0 | ½ | 0 | 0 | 0 | 0  | ½  | ½  | 1  | ½  | -  | 1  | ½  | 1  | 6½    |
| 16 | Smbat Lputian       | 2445   | 0 | 0 | 0 | ½ | ½ | ½ | ½ | ½ | ½ | ½  | ½  | 0  | ½  | 1  | 0  | -  | 0  | ½  | 6     |
| 17 | Yuri Razuvaev       | 2515   | 0 | 0 | ½ | 0 | 0 | 1 | 0 | ½ | 0 | 0  | ½  | 0  | ½  | ½  | ½  | 1  | -  | 1  | 6     |
| 18 | Valery Chekhov      | 2410   | 1 | 0 | ½ | 0 | 0 | 0 | 0 | ½ | ½ | 0  | 1  | 0  | ½  | 1  | 0  | ½  | 0  | -  | 5½    |